# NGC 7028
NGC 7028 est une entrée du New General Catalogue qui concerne un corps céleste perdu ou inexistant dans la constellation du Dauphin. Cet objet a été enregistré par l'astronome allemand Albert Marth le 17 septembre 1863.
La base de données NASA/IPAC indentifie NGC 7028 à la galaxie PGC 66087.